# Damián Szifron
Damián David Szifron (Ramos Mejía, Província de Buenos Aires; 9 de juliol de 1975) és un guionista i director argentí de cinema i televisió, creador de la sèrie Los simuladores. Conegut internacionalment per la seva pel·lícula Relatos salvajes, una de les més reeixides de l'Argentina en els últims temps. Per aquesta pel·lícula va ser nominat a la Palma d'Or en el Festival Internacional de Cinema de Canes. El 15 de gener de 2015 es va anunciar la seva nominació als premis Óscar en la categoria de millor pel·lícula de parla no anglesa.

## Biografia
Nascut el 9 de juliol de 1975 a Ramos Mejía, Buenos Aires, sel seu pare era amant del cinema i la seva mare gaudia realitzar trucs de màgia. Szifron és d'ascendència judeo-polonesa.
Szifron cursà estudis secundaris a l'Escuela Técnica ORT, on va seguir l'especialitat de Mitjans de comunicació. Més tard va estudiar Teoria del Cinema amb Ángel Faretta –mític crític de la Revista Fierro-, i va completar la seva formació amb la carrera de Direcció Cinematogràfica en la Universitat del Cinema.

## Carrera
| «                                                      | Durant el dia, amb el sol, no puc pensar molt. Les idees flueixen millor de nit. M'emporto un quadern a la bañadera i vaig anotant tot. I vaig descobrir que la unitat és la idea, ni la imatge ni la paraula. Hi ha escriptors o directors que són grans observadors de com la vida és. Jo pinso en com m'agradaria que fos. O per què la vida no és com a mi m'agradaria. M'horroritza que la gent viva com si no somiés. Quan les societats viuen deixant la imaginació fora, quan la vida és pura realitat, em sembla ingènua. Hi ha tantes coses per explorar endins i fora de l'home, en la naturalesa, en l'univers i en el fons de la mar. | » |
| — Damián Szifron en una entrevista per a Diari Clarín. | |   |

### El fondo del mar: opera prima
Durant 2001 va escriure i dirigir la seva opera prima, El fondo del mar, estrenada en 2003. La comèdia negra protagonitzada per Daniel Hendler, Dolores Fonzi i Gustavo Garzón, es va presentar en el Festival Internacional de Cinema de Mar del Plata, on va obtenir el Ombú de Plata a la millor pel·lícula iberoamericana i el Premi Fipresci de la crítica internacional. També va rebre l'esment especial del jurat en el Festival Internacional de Sant Sebastià, el premi de la crítica francesa al Festival de Cinema Llatinoamericà de Tolosa de Llenguadoc, el de millor guió al Festival de Brasília, i el de millor opera prima en la Mostra de Cinema Llatinoamericà de Catalunya. A l'Argentina, els Premis Clarín Espectacles a la millor pel·lícula, millor guió i millor direcció.

### Los simuladores: reconeixement nacional
Entre 2002 i 2003 va produir, va escriure i va dirigir les dues temporades originals de Los Simuladores, unitari que barrejava el suspens amb l'humor intel·ligent. La sèrie va ser lloada per la crítica i considerada per molts com "la millor sèrie de la televisió argentina". Quan s'esperava que la sèrie seguís, i estant en el punt més alt amb un capítol final que va tocar més de 37 punts d'índex d'audiència, Szifron decideix donar-li un final per a avançar amb altres projectes. Los simuladores va rebre sis premis Martín Fierro, incloent el d'Or, els premis internacionals Inte a la millor sèrie i millor seqüència de títols, i els Premis Clarín Espectacles a la millor sèrie, millor guió i millor direcció. Sony Internacional va adquirir els drets del format i fins al moment va realitzar versions a Mèxic, Espanya, Xile i Rússia.

### Treball posterior
El 2005 va escriure i dirigir Tiempo de valientes, lllargmetratge produït per K&S films i Twentieth Century Fox. La comèdia policial protagonitzada per Diego Peretti i Luis Luque es va convertir en un èxit de crítica i públic tant a l'Argentina com a Espanya i es va estrenar comercialment en diversos països del món. Va obtenir els premis a la millor pel·lícula, millor director i millor actor en el Festival Internacional de Peníscola, i el premi del públic en el Festival de Biarritz. La companyia Vantage Films va adquirir els drets per a la remake nord-americana.
En 2006 va escriure i va dirigir Hermanos & Detectives, minisèrie de deu episodis protagonitzada per Rodrigo de la Serna i Rodrigo Noya. Va rebre els Premis Clarín Espectacles al millor unitari, millor guió i millor direcció, el premi Fund TV a la millor sèrie de ficció i el Premi Extraordinari per la seva qualitat televisiva. Fins al moment es van realitzar versions d'H&D a Mèxic, Xile, Espanya, Itàlia, Turquia i Rússia, i es planifiquen unes altres a França i els Estats Units.
En 2009 crea Big bang, una companyia des de la qual desenvolupa idees, formats i guions per a diversos projectes de cinema i televisió.
En 2011 rep el Premi Konex de Platí com a millor director de televisió de la dècada 2001-2010.

### Relatos salvajes: reconeixement internacional
En 2014 s'estrena Relatos salvajes, la seva tercera pel·lícula que compte, amb l'actuació de Ricardo Darín, Oscar Martínez, Darío Grandinetti, Erica Rivas i Leonardo Sbaraglia entre d'altres. La pel·lícula és una coproducció argentina-espanyola (produïda pels germans Almodóvar) i fou filmada a Buenos Aires, Cafayate, Salta i Jujuy.Relatos salvajes narra en sis episodis les històries de persones comunes que per algun motiu perden el control i es desencadena la violència. El dia 17 d'abril de 2014 s'anuncia que la pel·lícula competiria per la Palma d'Or en el Festival de Canes. El dia dissabte 17 de maig la pel·lícula es va presentar en el Grand Théâtre Lumière i va obtenir una gran ovació per la crítica i el públic, aquests mantenint 10 minuts d'aplaudiments després de la projecció, posicionant-se entre les favorites per a obtenir el gran guardó del festival. Per la gran repercussió i èxit que va tenir la pel·lícula Sony Pictures Classics compra els drets del film per a la seva distribució als Estats Units, Austràlia i Nova Zelanda. A més el film es va presentar en el Festival Internacional de Cinema de Toronto. La pel·lícula originalment tenia a l'Argentina com a data d'estrena el 14 d'agost de 2014, però per problemes gremials aliens a la pel·lícula es va haver de postergar una setmana i finalment s'estrena comercialment en cinemes el 21 d'aquest mateix mes. Al dia de la seva estrena als cinemes argentins Relatos salvajes va aconseguir 50 mil espectadors, xifra que el 80 per cent de les estrenes no aconsegueix en tot el seu sojorn en la cartellera argentina, ni tan sols en una recorreguda de sis setmanes en sales. Així en el seu primer cap de setmana d'estrena aconsegueix 450 mil espectadors. D'aquesta manera la pel·lícula de Szifron es converteix en un rècord nacional i es fica entre les pel·lícules més vistes al país. Al setembre la pel·lícula es va presentar en el Festival de Cinema de Sant Sebastià obtenint excel·lents crítiques i rebent el Premi del Público a la Millor Pel·lícula Europea. I el día 30 del mateix mes es va anunciar que Relatos salvajes havia estat la pel·lícula triada, per Academia de las Artes y Ciencias Cinematográficas de la Argentina, per a representar al país en els Premis Oscar i els Premis Goya. La pel·lícula, entre tants altres reconeixements, rep 10 premis Sur, el premi a la millor pel·lícula estrangera als National Board of Review, vuit premis als Premis Platino del cinema iberoamericà, i va ocupar el posat n°9 de les 10 millors pel·lícules de l'any 2014 segons la revista Time.
Després del reconeixement per "Relatos...", el director argentí es va embarcar en diversos projectes. Dirigirà una pel·lícula per als estudis Tri Star. Va començar a treballar en la remake de L'home dels sis milions de dòlars, encara que no va prosperar. Mentrestant, El extranjero, projecte de ciència-ficció que en un primer moment va ser un llargmetratge i després pensat com a trilogia, va prendre finalment forma de minisèrie de 10 capítols que seran escrits i dirigits per Szifron per a la televisió estatunidenca sota el nom de The Stranger, després d'haver signat amb la companyia Media Rights Capital.
A més, prepara els rodatges consecutius d'altres dos films escrits entre 2006 i 2012: La pareja perfecta, una comèdia romàntica no tradicional i Little Bee (títol provisional), un western parlat en anglès.

## Vida personal

### Matrimoni i fills
Szifron és aparellat amb l'actriu argentina María Marull, a qui va conèixer durant la filmació de la sèrie Atorrantes. La parella té dues filles: Rosa nascuda el 2009 i Eva nascuda el 7 de juliol de 2014.

## Filmografia

### Cinema
| Any  | Títol               | Director | Guionista | Muntatge | Pressupost | Taquilla   | Tomatometer | Metascore | Notes |
| ---- | ------------------- | -------- | --------- | -------- | ---------- | ---------- | ----------- | --------- | ----- |
| 2003 | El fondo del mar    | ✓        | ✓         |          | s.d        | 220 7045   | -           | -         |       |
| 2005 | Tiempo de valientes | ✓        | ✓         |          | s.d        | 2 070 161  | -           | -         |       |
| 2014 | Relatos salvajes    | ✓        | ✓         | ✓        | 3 300 000  | 27 006 530 | 95 %        | 77        |       |

### Curtmetratges
| Any  | Títol            | Notes                         |
| ---- | ---------------- | ----------------------------- |
| 1992 | El tren          |                               |
| 1993 | Río de culpas    |                               |
| 1995 | Oídos sordos     | Codirigit amb Esteban Student |
| 1997 | Kan, el Trueno   |                               |
| 1998 | Punto muerto     | Codirigit amb Esteban Student |
| 1999 | Los últimos días | Migmetratge                   |

### Televisió
| Any       | Títol                 | Notes                                   | Canal |
| --------- | --------------------- | --------------------------------------- | ----- |
| 1994      | Ritmo de la Noche     | Assistent de producció                  |       |
| 1996-1999 | Atorrantes            | Productor d'exteriors                   |       |
| 1999      | PNP                   | Editor                                  |       |
| 2002-2004 | Los simuladores       | Creador, director, editor i guionista   |       |
| 2006      | Hermanos y detectives | Cocreador, director, editor i guionista |       |

## Premis i nominacions

### Premis Oscar
| Any  | Categoria                    | Nominat          | Resultat | Ref.   |
| ---- | ---------------------------- | ---------------- | -------- | ------ |
| 2015 | Millor pel·lícula estrangera | Relatos salvajes | Nominada | [ 36 ] |

### Premis Goya
| Any  | Categoria                        | Nominat          | Resultat   |
| ---- | -------------------------------- | ---------------- | ---------- |
| 2015 | Millor pel·lícula                | Relatos salvajes | Nominada   |
| 2015 | Millor pel·lícula Iberoamericana | Relatos salvajes | Guanyadora |
| 2015 | Mejor director                   | Relatos salvajes | Nominada   |
| 2015 | Millor guió original             | Relatos salvajes | Nominada   |
| 2015 | Millor muntatge                  | Relatos salvajes | Nominada   |

### Premis de la Crítica Cinematográfica
| Any  | Categoria                             | Pel·lícula       | Resultat | Ref    |
| ---- | ------------------------------------- | ---------------- | -------- | ------ |
| 2015 | Millor pel·lícula de parla no anglesa | Relatos salvajes | Nominada | [ 37 ] |

### Premis Satellite
| Any  | Categoria                    | Programa         | Resultat | Ref.   |
| ---- | ---------------------------- | ---------------- | -------- | ------ |
| 2015 | Millor pel·lícula estrangera | Relatos salvajes | Nominat  | [ 38 ] |

### National Board of Review
| Any  | Categoria                             | Pel·lícula       | Resultat   | Ref.   |
| ---- | ------------------------------------- | ---------------- | ---------- | ------ |
| 2014 | Millor pel·lícula de parla no anglesa | Relatos salvajes | Guanyadora | [ 39 ] |

### Premis WAFCA
| Any  | Categoria                             | Nominat          | Resultat | Ref    |
| ---- | ------------------------------------- | ---------------- | -------- | ------ |
| 2014 | Millor pel·lícula de parla no anglesa | Relatos salvajes | Nominat  | [ 40 ] |

### Premios SFFCC
| Any  | Categoria                             | Nominat          | Resultat | Ref.   |
| ---- | ------------------------------------- | ---------------- | -------- | ------ |
| 2015 | Millor pel·lícula de parla no anglesa | Relatos salvajes | Nominat  | [ 41 ] |

### Premis Platino[42]
| Any  | Categoria       | Nominat          | Resultat   |
| ---- | --------------- | ---------------- | ---------- |
| 2015 | Millor director | Relatos salvajes | Guanyadora |
| 2015 | Millor guió     | Relatos salvajes | Guanyadora |
| 2015 | Millor muntatge | Relatos salvajes | Guanyadora |

### Premis Sur
| Any  | Categoria            | Títol            | Resultat   |
| ---- | -------------------- | ---------------- | ---------- |
| 2014 | Millor muntatge      | Relatos salvajes | Guanyadora |
| 2014 | Millor guió original | Relatos salvajes | Guanyadora |
| 2014 | Mejor director       | Relatos salvajes | Guanyadora |
| 2014 | Millor pel·lícula    | Relatos salvajes | Guanyadora |

### Premis Forqué
| Any  | Categoria                           | Nominat          | Resultat   | Ref    |
| ---- | ----------------------------------- | ---------------- | ---------- | ------ |
| 2015 | Millor pel·lícula                   | Relatos salvajes | Nominat    | [ 44 ] |
| 2015 | Millor llargmetratge llatinoamericà | Relatos salvajes | Guanyadora | [ 45 ] |

### Festivals Internacionals de Cinema
| Any  | Festival                                                         | Categoria                        | Títol               | Resultat   | Ref.          |
| ---- | ---------------------------------------------------------------- | -------------------------------- | ------------------- | ---------- | ------------- |
| 2003 | Festival Internacional de Cinemama de Mar del Plata              | Millor pel·lícula iberoamericana | El fondo del mar    | Guanyadora |               |
| 2003 | Festival Internacional de Cinemama de Mar del Plata              | Premi del públic                 | El fondo del mar    | Guanyadora |               |
| 2006 | Festival de Cinema de Biarritz                                   | Premi del públic                 | Tiempo de valientes | Guanyadora |               |
| 2014 | Festival Internacional de Cinema de Canes                        | Palma d'Or                       | Relatos salvajes    | Nominat    | [ 46 ]        |
| 2014 | Festival Internacional de Cinema de Toronto                      | Presentacions especials          | Relatos salvajes    | Nominat    | [ 47 ]        |
| 2014 | Festival Internacional de Cinema de Sant Sebastià                | Millor pel·lícula europea        | Relatos salvajes    | Guanyadora | [ 48 ] [ 49 ] |
| 2014 | Festival de Cinema de Sarajevo                                   | Premi del públic                 | Relatos salvajes    | Guanyadora | [ 50 ]        |
| 2014 | Festival de Cinema de Lima                                       | Premi del públic                 | Relatos salvajes    | Guanyadora | [ 51 ]        |
| 2014 | Festival de Cinema de Biarritz                                   | Premi del públic                 | Relatos salvajes    | Guanyadora | [ 52 ]        |
| 2014 | Festival de Cinema de Londres                                    | Premi del públic                 | Relatos salvajes    | Guanyadora | [ 53 ]        |
| 2014 | Festival de Cinema de Sitges                                     | Especials oficials fantàstics    | Relatos salvajes    | Nominat    | [ 54 ] [ 55 ] |
| 2014 | Festival Internacional de Cinema Fine Arts                       | Millor pel·lícula                | Relatos salvajes    | Guanyadora | [ 56 ] [ 57 ] |
| 2014 | Festival Internacional de Cinema Fine Arts                       | Millor director                  | Relatos salvajes    | Guanyadora | [ 58 ]        |
| 2014 | Festival Internacional de Cinema Fine Arts                       | Premi del públic                 | Relatos salvajes    | Guanyadora | [ 59 ]        |
| 2014 | Festival Internacional de Cinema de São Paulo                    | Premi del públic                 | Relatos salvajes    | Guanyadora | [ 60 ]        |
| 2014 | Festival Internacional del Nou Cinema Llatinoamericà de l'Havana | Premi coral                      | Relatos salvajes    | Nominat    | [ 61 ] [ 62 ] |
| 2014 | Festival Internacional del Nou Cinema Llatinoamericà de l'Havana | Millor direcció                  | Relatos salvajes    | Guanyadora |               |
| 2014 | Festival Internacional del Nou Cinema Llatinoamericà de l'Havana | Millor edició                    | Relatos salvajes    | Guanyadora |               |

### Premis Cóndor de Plata
| Any  | Categoria            | Película            | Resultat   |
| ---- | -------------------- | ------------------- | ---------- |
| 2004 | Millor pel·lícula    | El fondo del mar    | Nominat    |
| 2004 | Millor opera prima   | El fondo del mar    | Nominat    |
| 2004 | Millor director      | El fondo del mar    | Nominat    |
| 2004 | Millor guió original | El fondo del mar    | Nominat    |
| 2006 | Millor pel·lícula    | Tiempo de valientes | Nominat    |
| 2006 | Millor director      | Tiempo de valientes | Nominat    |
| 2006 | Millor guió original | Tiempo de valientes | Nominat    |
| 2015 | Millor pel·lícula    | Relatos salvajes    | Nominat    |
| 2015 | Millor director      | Relatos salvajes    | Guanyadora |
| 2015 | Millor guió original | Relatos salvajes    | Nominat    |
| 2015 | Millor muntatge      | Relatos salvajes    | Guanyadora |

### Premis Martín Fierro
| Any  | Categoria                | Programa              | Resultat   |
| ---- | ------------------------ | --------------------- | ---------- |
| 2002 | Martin Fierro d'Or       | Los simuladores       | Guanyadora |
| 2002 | Millor director          | Los simuladores       | Nominat    |
| 2002 | Millor autor/libretista  | Los simuladores       | Guanyadora |
| 2003 | Millor director          | Los simuladores       | Nominat    |
| 2003 | Millor autor/llibretista | Los simuladores       | Nominat    |
| 2006 | Millor director          | Hermanos y detectives | Nominat    |
| 2006 | Millor autor/libretista  | Hermanos y detectives | Nominat    |

### Premis Konex
| Any  | Categoria                                                     | Notes                                                 | Resultat   |
| ---- | ------------------------------------------------------------- | ----------------------------------------------------- | ---------- |
| 2011 | Konex de Platí a millor director de televisió de la dècada    |                                                       | Guanyadora |
| 2011 | Diploma al mèrit a millor guionista de televisió de la dècada | amb Gustavo Malajovich, Diego Peretti i Patricio Vega | Guanyadora |